# Pavimento in laminato
Il pavimento in laminato è nato come pavimento economico, attorno agli anni '90. L'industria del mobile e dei pannelli in laminato ha cominciato a produrre una pavimentazione in doga, che voleva imitare il parquet in legno, principalmente per il settore 'fai da te'.  Tuttavia nel giro di pochi anni ha avuto una grandissima espansione, in quanto è un pavimento facile e veloce da posare, molto adatto per le ristrutturazioni. Con l'evoluzione, alcuni produttori hanno scelto di focalizzarsi sulla qualità, studiando nuove tecnologie e applicandole all'idea d'origine. In poco più di un decennio, ai pavimenti per il fai da te e per il settore degli allestimenti, si sono affiancati pavimenti professionali e soluzioni per il settore dell'edilizia. Questi pavimenti hanno caratteristiche tecniche elevate e un aspetto di pregio. Scostandosi dai pavimenti economici destinati al fai da te, sono diventati pavimenti in laminato di alta qualità nel loro genere, fino a diventare pavimentazione d'arredo. Attualmente quindi, c'è una netta distinzione tra pavimenti in laminato per uso temporaneo (allestimenti, fai da te, stand fieristici) e pavimenti in laminato di design.
Generalmente ci sono 6 classi di resistenza all'abrasione chiamata AC. La classe 1 è la classe meno resistente e meno qualitativa, mentre i pavimenti in laminato di classe AC5 e AC6 sono più resistenti. La garanzia di questi prodotti varia molto secondo la composizione. Generalmente questa tipologia di pavimentazione ha l'inconveniente del rumore da calpestio, in quanto non essendo incollata al sottofondo, il rumore prodotto dal camminamento risuona nell'ambiente, in particolare se il sottofondo non è perfettamente planare.  Va ricordato comunque che un pavimento flottante non deve mai essere posato su un fondo non planare o con dislivelli superiori a 3 mm. Per ridurre al minimo l'inconveniente del rumore da calpestio è necessario utilizzare un sottopavimento con proprietà insonorizzanti. Mentre normalmente il pavimento in laminato è un ottimo insonorizzante per i rumori di rifrazione, cioè quei rumori che si propagano dal pavimento all'ambiente sottostante. Ovviamente più lo spessore del pavimento è elevato, maggiore è il potere di isolamento.

## Che cos'è un pavimento in laminato?
Anche se generalmente viene chiamato "parquet" il termine non è corretto in quanto si può chiamare parquet solo un pavimento di legno con uno strato superiore in essenza almeno superiore a 2,5 millimetri. Mentre la superficie del pavimento in laminato è composta da carta stampata e overlay.  Tuttavia, i pavimenti in laminato sono pavimenti sostanzialmente costituiti in buona percentuale di legno. Il pannello centrale infatti è in fibra di legno pressata a temperature elevate.
Essendo sostanzionalmente costituito in maggior parte di fibra legnosa, il pavimento in laminato teme il ristagno dell'acqua, non tanto sulla superficie, che è tranquillamente capace di resistere ai liquidi, ma tra le giunzioni.  La superficie del pavimento in laminato infatti non ha problemi coi liquidi, dato che si può lavare normalmente con uno straccio umido e detergente neutro, la parte vulnerabile è l'incastro dove l'acqua o eventuali liquidi, se non sono prontamente rimossi, potrebbero penetrare all'interno, per questo motivo normalmente i pavimenti in laminato non sono utilizzati in bagno e in cucina. Esistono però in commercio pavimenti in laminato con trattamenti che proteggono gli incastri dall'acqua e rendono gli incastri a click più resistenti. 
Alcuni prodotti più avanzati, sfruttano una tecnologia chiamata 'registered-embossed' o più comunemente 'a registro' o 'sincronizzata' dove le venature del legno sono messe in evidenza da un tipo di lavorazione che permette di avere la parte superiore perfettamente combaciante con le venature della stampa. Questo tipo di tecnologia è attualmente la più avanzata a livello estetico, come ad esempio Parkover SRplus.
I pavimenti in laminato sono composti da più strati di materiali, resi coesi tra loro da un trattamento in pressofusione. Questi strati hanno una grande importanza sia per l'estetica sia per la resistenza e le caratteristiche di comportamento del pavimento. Ne determinano quindi la qualità finale. Il loro interno può essere prodotto con un pannello in HDF (fibra ad alta densità) o con MDF (fibra a media densità). Il pannello in MDF viene utilizzato per pavimenti di bassa qualità, il pannello in HDF viene utilizzato per pavimenti di qualità alta. Gli stessi pannelli in HDF inoltre, hanno vari gradi di densità. Ovviamente più è alta la densità del pannello maggiore sarà la resistenza del pavimento.

## Composizione
Un pavimento in laminato si compone di diversi strati. A partire dall'alto e scendendo, troviamo:
1. uno strato superiore trasparente e impermeabile chiamato Overlay;
2. la stampa del decoro;
3. un pannello centrale in HDF oppure MDF;
4. uno strato di bilanciatura stabilizzante.
Alcuni pavimenti in laminato hanno un quinto strato che è un materassino già incorporato al pavimento. Questa tipologia è ottimale per pavimentazioni temporanee, quando non ci sono problemi di umidità nel sottofondo. Ma un buon materassino sottopavimento, che crea anche barriera al vapore, è senza dubbio la soluzione tecnica migliore per formare un pavimento duraturo.

## Metodo di posa
I pavimenti in laminato si posano senza colla (posa in opera flottante). Alcuni prevedono l'utilizzo della colla tra un pannello e l'altro, ma mai tra pavimento e sottofondo. Per questo motivo tra sottofondo e pavimento deve essere steso un materassino sottopavimento specifico per pavimenti in laminato. Sul perimetro, adiacente alle pareti, deve essere lasciato sempre un centimetro di spazio tra muro e pavimento, perché il pavimento in laminato richiede la posa flottante, cioè deve essere lasciato libero di "flottare" quindi non deve essere neppure ancorato con chiodi o viti e in presenza di ostacoli, come ad esempio colonne, si deve procedere lasciando sempre un centimetro di spazio come se fosse una parete.

## Corretta posa e manutenzione
È molto importante attenersi alle corrette istruzioni di posa, fornite dal produttore sia per la posa sia per la manutenzione: se si devono ricoprire vecchi pavimenti, verificare che non ci siano buchi, avvallamenti,  sporgenze che devono essere eliminati. Assicurarsi sempre prima di posare il pavimento che non ci sia umidità di risalita nell'ambiente in quanto, essendo in fibra di legno, il pavimento potrebbe gonfiarsi. Nel caso di umidità è meglio formare una vasca contro il vapore mediante un foglio di polietilene o un sottopavimento che crea barriera al vapore. Il pavimento inoltre non deve prendere umidità prima di essere posato e deve sostare 48 ore nell'ambiente per adattarsi.

## Pulizia
Alla fine dei cataloghi dei produttori di pavimenti laminati è abitudine trovare un elenco di detergenti specifici forniti e selezionati dai loro uffici tecnici.
I prodotti generici per la pulizia, ma anche quelli specifici per il legno possono essere arricchiti con profumi o cere che non sono necessari al laminato. Anzi, sono fastidiosi depositi.
Con soddisfazione si può utilizzare anche una economica miscela di acqua e aceto su di un panno ben strizzato.